# Pagoda Xá Lợi

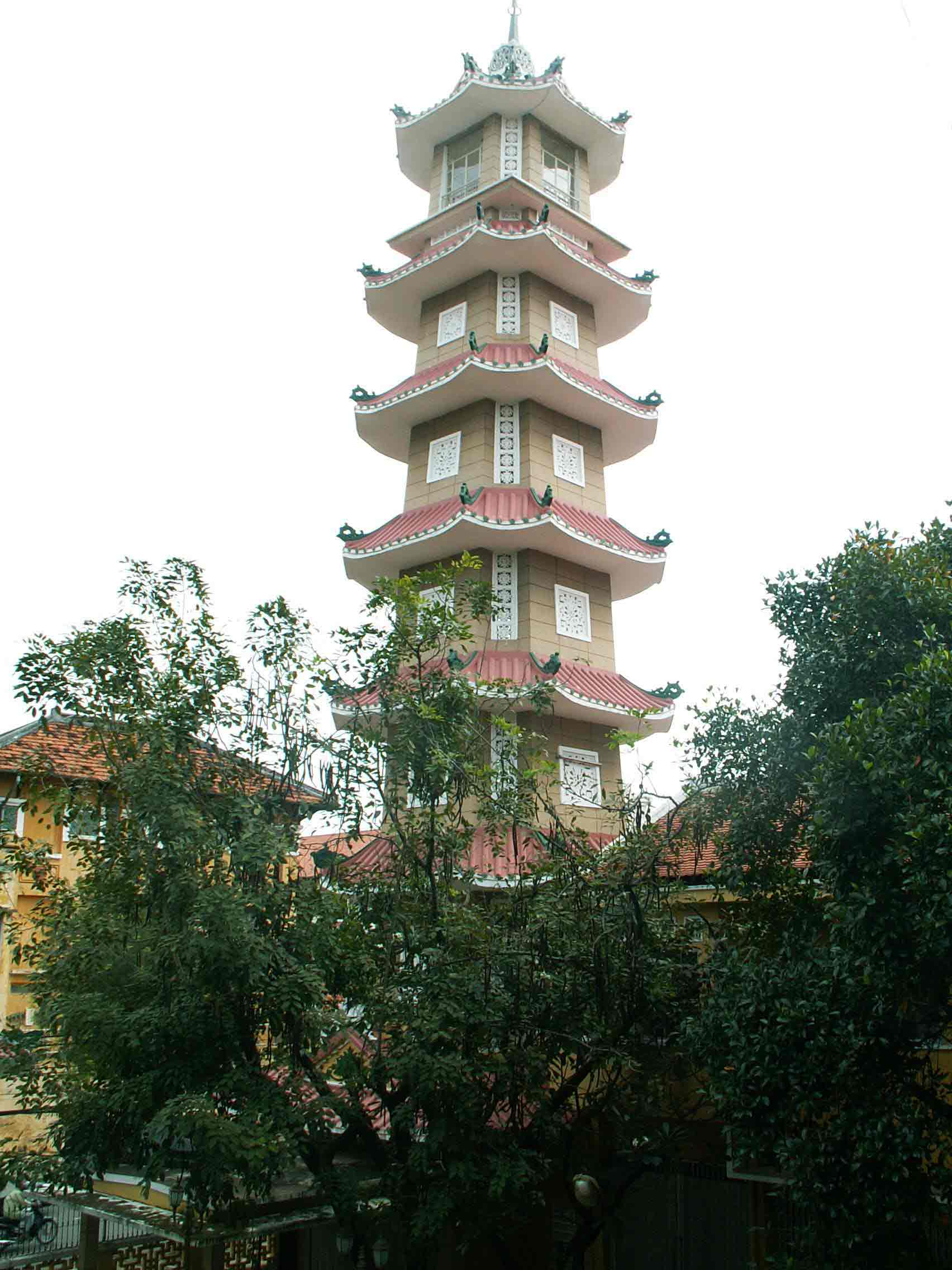
Wieża z dzwonem Xá Lợi

Pagoda Xá Lợi (wiet. Chùa Xá Lợi) – jest największa pagodą w mieście Ho Chi Minh w Wietnamie. Budowa rozpoczęła się 5 sierpnia 1956 roku, a zakończyła się 2 maja 1958 roku. Pagoda ta była siedzibą Wietnamskiego Związku Buddystów do 1981 roku i była jego drugim biurem do maja 1993.